# Алибеков, Губайдулла Алибекович
Губайдулла Алибекович Алибеков (1871, Джамбейтский уезд, Уральская область (Российская империя) — 1923) — советский казахский государственный деятель, юрист, революционер. Член Учредительного собрания от Уральского областного киргизского комитета. Первый комиссар юстиции Казахстана.

## Биография
Происходит из рода байбакты Младшего Жуза. После окончания Уральской учительской семинарии работал писарем Лбищенской управы, переводчиком в Уральской уездной полиции, затем несколько лет подряд прослужил волостным управителем в Уиле и Соналы.
За революционную деятельность с 1914 года находился под надзором полиции.
В 1917 года — делегат II Всероссийского съезда Крестьянских Депутатов, председатель Уральского временного областного киргизского (казахского) исполнительного комитета. Член партии «Алаш» и правительства «Алаш-Орда», не признававшего Советской власти.
В 1918 — член Комуча, участник Уфимского государственного совещания.
В 1919 году входил в состав Киргизского Военно-революционного комитета, лидер социалистической партии «Ак жол».
С 14 сентября 1920 года — первый комиссар юстиции Казахстана. Г. Алибекову было поручено руководство вновь созданным Комиссариатом юстиции Киргизской АССР. Основные направления деятельности Г. Алибекова на посту народного комиссара: обнародование законов, отражающих политику Советской власти. Занимался формированием новых методов борьбы с преступностью и руководством организационной работой судов и революционных трибуналов. При Г. Алибекове были подготовлены проекты первых декретов об отмене калыма, о борьбе с барантой, декрет «О брачном праве киргизов (казахов)», «Декрет об отмене куна у киргиз (казахов)». За его подписью были опубликованы: № 1 — циркуляр об автономии НКЮ КАССР от НКЮ РСФСР, № 2 — циркуляр об упразднении третейских судов.
Под руководством Г. Алибекова в конце 1920 года по Киргизской АССР было создано 231 судебный и 111 следственных участков. Пост народного комиссара юстиции Г. Алибеков занимал до 17 октября 1921 года.
С 1920 года — главный прокурор Казахстана.
Организатор и председатель съезда казахов, состоявшегося 19-22 апреля 1917 года.
5 апреля 1920 года был избран в члены Казревкома. Секретарь Киргизского ЦИКа. Председатель ЦИК Киргизской АССР.
Вел активную общественную деятельность по обеспечению населения продовольствием, по расследованию чрезвычайных событий[уточнить] в Акмолинском, Актюбинском, Адайском уездах.
В 1922-1923 годах председатель исполкома Джамбейтского уезда Уральской области.
В 1923 году скончался.